# Octopus californicus
Octopus californicus är en bläckfiskart som först beskrevs av Berry 1911.  Octopus californicus ingår i släktet Octopus och familjen Octopodidae. Inga underarter finns listade i Catalogue of Life.